# Años 1760
Los años 1760 fueron una década que comenzó el 1 de enero de 1760 y finalizó el 31 de diciembre de 1769.

## Acontecimientos
- 1763 - Se firma el Tratado de París que pone fin a la guerra de los siete años. Francia pierde sus colonias en Norteamérica. España cede Florida a cambio de los territorios al oeste del río Misisipi.
- 1769 - Clemente XIV sucede a Clemente XIII como papa.
- Motín de Esquilache